# سید علیرضا حائری
سید علیرضا حائری (زاده آذر ۱۳۳۰ - درگذشته ۲۷ تیر ۱۳۹۸) روحانی ایرانی و عضو جامعه مدرسین حوزه علمیه قم بود.

## تبار و اصالت
او فرزند سیدعلی اکبر یزدی اصل و متولد کربلا بود. 

## تولد
وی در سال 1330 در کربلا دیده به جهان گشود.

## تحصیلات و اساتید
علیرضا حائری مقدمات را در کربلا گذراند و سپس برای گذراندن دروس خارج به نجف رفت. استادان او در درس خارج، ابوالقاسم خویی، روح‌الله خمینی، سیدمحمدباقر صدر بودند.

## تدریس و مناصب
سید علی رضا حائری شخصیت محققی داشت و از اساتید درس خارج در حوزه علمیه قم بود در خرداد ۱۳۹۸ به ریاست مؤسسه دائره المعارف فقه اسلامی در مذهب اهل بیت از سوی رهبر جمهوری اسلامی منصوب شده بود. این منصب قبلاً در اختیار سید محمود هاشمی شاهرودی بود.
سید علی رضا حائری، داماد علی مشکینی و از اعضاء شواری استفتائات سید محمود هاشمی شاهرودی نیز بود و از نزدیکان سید جواد شهرستانی نماینده سید علی سیستانی در ایران محسوب می‌شد.

## نظرات
در گفت و گوهایی که از او منتشر شده، او بر استقلال حوزه علمیه و پرهیز از حزبی گرایی در حوزه تأکید دارد. حائری همچنین بر ضرورت تکاپوی بیشتر علمی در حوزه پای می‌فشارد

## درگذشت
سیدعلیرضا حائری، در اثر سکته مغزی، در بیمارستان ولی‌عصر قم بستری و روز پنج شنبه ۲۷ تیر ۱۳۹۸ درگذشت. او روز جمعه ۲۸ تیر در حرم فاطمه معصومه دفن شد.